# .nato
.nato曾是互联网域名系统的通用頂級域之一，现已废止使用。
.nato于20世纪80年代末由互联网络信息中心为北大西洋公约组织（英文缩写NATO，中文简称北约）而设。然而不久后，域名系统设计者保罗·莫卡派乔斯建议北约代表转用nato.int域名。随后，.int应运而生。.nato於1996年7月被删除。